# Joachimus Lunsingh Tonckens
Joachimus Lunsingh Tonckens, né le 28 novembre 1753 à Westervelde et mort le 23 novembre 1821 à Norg, est un homme politique néerlandais.

## Biographie
Joachimus Lunsingh Tonckens est issu d'une riche famille de régents de la région de Drenthe, alors dans la province d'Overijssel. Son père est un avocat réputé de Groningue. Contrairement aux autres membres de sa famille, Joachimus Lunsingh Tonckens ne fait pas d'études supérieures. Il gère les domaines fonciers de la famille, notamment une exploitation agricole prospère à Westervelde, dans la commune de Norg. Il devient ainsi l'un des hommes les plus riches de la région.
Avec son frère Wyncko et Carel de Vos van Steenwijk, il est l'un des chefs patriotes de la région entre 1780 et 1787. Il fait partie du comité révolutionnaire de Drenthe et, lorsqu'éclate la Révolution batave, il est désigné parmi l'assemblée des représentants du peuple de Drenthe, du 11 février 1795 au 30 janvier 1798. Il représente le district de Vries à la première Assemblée nationale batave du 1er mars 1796 au 1er septembre 1797. Il se consacre ensuite à l'éducation de ses enfants et à la gestion de ses affaires.
À partir du 1er août 1805, Tonckens est membre de l'administration (jusqu'au 8 mai 1807) puis membre du collège de préfecture du département de Drenthe, jusqu'au 15 janvier 1811, chargé de la perception des impôts. Le 24 juin 1811, il devient membre du conseil général du département des Bouches-de-l'Yssel. La même année, il est nommé au conseil municipal de Norg.  Avec l'établissement du royaume des Pays-Bas en 1814, il est désigné le 19 septembre pour siéger aux États provinciaux de Drenthe. Le 3 novembre, il est désigné par ceux-ci pour faire partie de la Députation provinciale. Il en reste membre jusqu'à sa mort.